# Estación Villa Diamante
Villa Diamante es una estación ferroviaria ubicada en el barrio homónimo, localidad de Valentín Alsina, Lanús, provincia de Buenos Aires.

## Servicios
La estación corresponde al Ferrocarril General Manuel Belgrano de la red ferroviaria argentina, en el ramal de la línea Belgrano Sur que conecta las terminales Puente Alsina y Aldo Bonzi. Desde 2015 era operadada por la empresa estatal Trenes Argentinos.
El 4 de agosto de 2017 el operador suspendió los servicios debido a un anegamiento de vías que provocó el descarrilamiento de una formación a la altura de la estación Puente Alsina. Desde ese momento no hubo más servicios ferroviarios en este ramal de vía única.
No existe fecha de clausura definitiva, sino que se marca la fecha en que el tren dejó de circular. Actualmente el servicio se encuentra interrumpido por seguridad operativa debido al mal estado de vías y asentamientos ilegales cercanos a las mismas, según la empresa estatal Trenes Argentinos se prevé una pronta restitución del servicio. 
La empresa Trenes Argentinos decidió blanquear el cierre del ramal provisoriamente haciendo un servicio desde Libertad hasta Kilómetro 12 con próxima llegada a la estación de La Salada y luego hasta Villa Fiorito.
En la actualidad el ramal es conservado por una Cooperativa de Trabajo Ferroviaria llamada Unión, Juventud y Fuerza que desempeña tareas de mantenimiento a lo largo de la traza desde Puente Alsina hasta la Salada.
Debido a reiterados reclamos por parte de vecinos, usuarios del ferrocarril, organizaciones sociales, el Honorable Consejo Deliberante de Lomas de Zamora y la Cámara de Diputados, las autoridades como Mario Meoni (Exministro de Transporte), Martín Marinucci (Presidente de Trenes Argentinos Operaciones) y Daniel Novoa (Gerente de la Línea Belgrano Sur) decidieron incluir en el proyecto la reactivación de este ramal suspendido ya hace más de 5 años. Las mismas autoridades fueron consultadas mediante una videoconferencia para los alumnos ferroviarios de diferentes universidades, entre ellas la Universidad de Lanús y la Universidad de Lomas de Zamora, Universidad de San Martín, entre otras.
A su vez Daniel Novoa expresó la necesidad de esta línea ferroviaria y llegó al acuerdo entre el Municipio de Lomas de Zamora para la pronta recuperación del ramal e incluir un plan de vivienda para las 1600 familias instaladas a lo largo de la traza ferroviaria. A su vez indicó que llevará tiempo y recursos ya que es un ramal que se tendría que reestructurar todo de cero con una renovación total de vías, terraplenes y desagües.
Martín Marinucci expresó la colaboración con Martín Insaurralde para el plan de reubicación del barrio de emergencia instalado sobre terrenos ferroviarios, inclusive presentó un proyecto para la recuperación del espacio público lindero a la traza ferroviaria.

## Infraestructura
Hoy en día esta estación había sido demolida, aunque se ha vuelto a construir una nueva parada modernizada aún se conservan los 2 nomencladores de la estación (Antes cuatro) y los dos nuevos andenes (no elevados). Era una de las pocas estaciones en buen estado del ramal. Conservaba los dos carteles nomencladores (anteriormente 4), edificios de boleterías y baños y hasta su segunda vía con los cambios, constaba de 2 andenes enfrentados, aunque hasta la actualidad se utilizaba uno, ya que la segunda vía se encontraba inutilizada pero completa. Actualmente los cambios de la vía segunda fueron retirados por la empresa Trenes Argentinos para ser llevados hacia la estación de Marcos Paz. 
La estación contaba con un sector de boletería, una sala de espera y el sector del jefe de estación, todas cubiertas e iluminadas por el alerón del andén 1 y una vivienda en el sector trasero de la estación para uso del Jefe de Estación donde actualmente se encuentra intrusado y con edificaciones ilegales. 
La estación había sido reparada en junio de 2019 por el Municipio de Lanús en conjunto a los vecinos y al grupo ferroviario de mantenimiento de la traza para festejar el 110 aniversario de la localidad. 
El sector de baños se encontraba a 50 metros de las inmediaciones de la estación, el cual fue clausurado y tapiado en marzo del 2018 por hechos de inseguridad que involucraron a una víctima de violación y homicidio de una vecina cercana a la zona y para ocultar la violación, el sector de baños había sido quemado con la persona fallecida dentro.
Parque Lineal
Actualmente la estación de Villa Diamante ha sido demolida en su totalidad dando paso a un centro cultural municipal del Municipio de Lanús cuya obra fue encabezada por Néstor Grindetti y Marcelo Orfila (Expresidente de Trenes Argentinos Operaciones) quienes firmaron un acuerdo para demoler la estación y modernizar el entorno.
A mediados del 2019 el tramo entre las estaciones de Villa Caraza y Villa Diamante fue transferido al Municipio de Lanús para la construcción de un parque lineal alrededor de la traza. Esta sección, aparte de cargar con precariedad e irregularidad, tuvo la característica de que la ADIF, que es por definición la titular de la infraestructura y encargada de velar por su integridad Ferroviaria Argentina, no intervino en ningún punto del proceso. Este caso mostraría con gran relevancia la descoordinación y ausencia de la autoridad sobre la Red Ferroviaria Argentina ante la inactividad de la empresa madre Ferrocarriles Argentinos (actual Trenes Argentinos), recreada en 2015 a ese efecto pero que la gestión de Dietrich mantuvo desactivada y la actual no logra poner en marcha ningún plan, dejando en incertidumbre el estado del Ramal.